# William Innes Homer
William Innes Homer (8. listopadu 1929 – 8. července 2012) byl americký historik umění a spisovatel. Byl odborníkem na život a dílo Thomase Eakinse.

## Životopis
V roce 1951 obdržel titul B.A. na Princetonské univerzitě. M.A. získal roku 1954 na Harvardově univerzitě a Ph.D. roku 1961. Roku 1961 nastoupil na místo asistenta v Art and Archaeology Department na Princetonu a 1964 se stal profesorem historie umění na Cornellově univerzitě. Působil také na University of Delaware. Do důchodu odešel v roce 2000.
Je autorem mnoha knih a článků, například Alfred Stieglitz and the American Avant-Garde, Albert Pinkham Ryder: Painter of Dreams, Thomas Eakins: His Life and Art, a The Paris Letters of Thomas Eakins. Byl také konzultantem několika výstav a filmových projektů.